# Púrusha-sukta

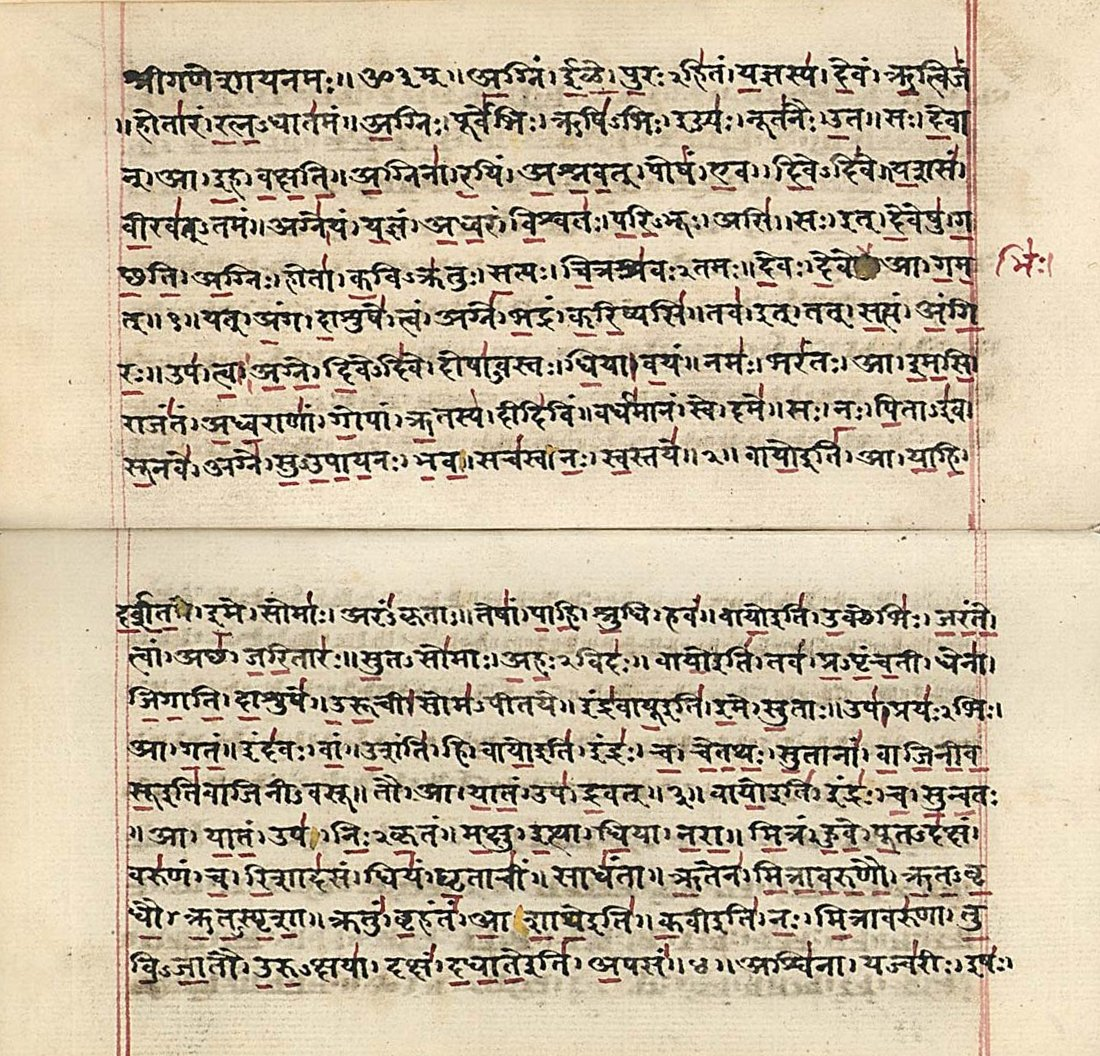
Los primeros versos del Púrusha sukta con los comentarios de Saiana. Página del libro “Rig-veda-sanhita”, los himnos sagrados de los brahmanes, de Max Müller (reimpresión, Londres, 1974).

El Púrusha-sukta es el himno 10.90 del Rig-veda (el texto más antiguo de la India, de mediados del II milenio a. C.), y está dedicado al Púrusha (el ‘Varón’ [Dios]).
- púruṣasūkta, en el sistema AITS (alfabeto internacional para la transliteración del sánscrito).
- पुरुषसूक्त, en escritura devanagari del sánscrito.
- Pronunciación: [púrusha sukta].[1]
- Etimología:[1]

La versión más conocida y tradicional del Sukta tiene 16 versos: 15 en el metro anushtubh, y la final en el metro triṣṭubh.
El Púrusha sukta es el único himno rigvédico dedicado al Púrusha, y por lo tanto —a pesar de que aparece en un capítulo más moderno del Rig-veda—, es la mención más antigua del Púrusha.
Se desconocen las razones por las que los hinduistas posteriormente generaron un sincretismo con otras deidades emergentes de su religión; lo cual llevaría a qué los vishnuístas consideraran que estaría dedicado a una representación del dios Vishnú.
Otra versión del Sukta consta en cambio de 24 versos: los primeros 18 mantras se llaman «Purva-naraiana», y los 6 finales «Uttara-naraiana».
Existe una versión más desconocida del Sukta, llamada Vaishnava anuvaka —ya que fue adoptada desde el Vishnú sukta (una composición del Rig-veda-sanjitá) — que tiene 6 versos adicionales añadidos al final.
Los versos del Uttara-naraiana y del Vaishnava-anuvaka no poseen ninguna relación con los 16 versos del «Púrusha sukta» del Rig veda samhita.
Se desconocen las razones por las que la tradición literaria los unió.
Como un himno de la creación, el Sukta es monoteísta y contiene algunas especulaciones filosóficas.
En su arcaico trasfondo mitológico, el Sukta está en notable contraste con el famoso relato de la creación del Rig-veda 10.129-130.
De hecho, el concepto de Púrusha es anterior a la aparición del dios de los vishnuístas, Vishnú, o el de los shivaístas, Shivá.
El Púrusha fue conceptualizado como la existencia (conciencia) primordial, más allá de todos los dioses, e incluso del creador; siendo más similar y "equivalente" a los conceptos de Paramatma y del Absoluto Brahman.
Sin embargo, los vishnuístas posteriormente,  debido a sus cualidades divinas, interpretaron que este Púrusha del Rig-veda era una forma de representación del dios Vishnú, al encontrar paralelos entre el Vishua Rupa (‘forma universal’, Dios como el universo) y el dios Vishnú.
El Púrusha sukta se encuentra repetido en los cuatro Vedas, por lo que los Pancha ratras y los Puranas lo mencionan como el himno védico más importante junto con el Gáiatri-mantra, y se cantaba regularmente en el culto hinduista y en los rituales védicos.
En general, se recita el Púrusha sukta y se invoca al Púrusha durante las ceremonias de instalación de ídolos del dios Vishnú y Krishná.

## Contenido
El Púrusha es descrito como un ser gigante primigenio, no muy diferente al Ymir nórdico o al Zeus grecorromano.
A partir de su cuerpo se crearon el mundo y las varnas (castas).
Se lo describe con mil cabezas y mil pies.
De él emanó Viraj, el principio creativo femenino, a partir de la cual él renació antes de que el mundo se hiciera con los pedazos de su cuerpo.
En el sacrificio del Púrusha se crearon por primera vez los mantras védicos, los caballos y las vacas.
Los brahmanes (sacerdotes) se hicieron con la boca del Púrusha, los chatrías con sus brazos, los vaishias con sus muslos y los shudrás (esclavos) con sus pies.
La Luna se hizo con aire vital, el Sol con sus ojos, el cielo con su cráneo.
De su boca emergieron Indra y Agni.
El paralelo al nórdico Ymir y al griego Zeus se considera a menudo para reflejar el origen del mito en la religión proto-indoeuropea.

## Contexto
El himno aparece repetido en el Atharva-veda (19.6), el Sama-veda (6.4), el Iáyur-veda (en su comentario, el Vayasanei-samjitá 31.1-6), el Taitiríia-araniaka (3.12.13), el Taittiríia-bráhmana, y es comentado en el Shatápatha-bráhmana, el Swetaswatara-upanishad y el Mudgala-upanishad.
Es uno de los pocos himnos rigvédicos todavía vigentes en el hinduismo contemporáneo, como el mantra Gáiatri.
Entre los textos puránicos, el Sukta también ha sido comentado en el Bhágavata-purana (2.5.35 a 2.6.1-29) y en el Majabhárata (capítulo Moksha-Dharma Parva, 351 y 352).